# Ränteskillnadsersättning
Ränteskillnadsersättning (vanligen förkortat RSE) är en ersättning som låntagare i Sverige i vissa fall måste betala till långivare när ett lån med bunden eller fast ränta återbetalas i förtid. 
Hur stor RSE långivaren får ta ut på konsumentkrediter (lån till privatpersoner) är  reglerat i Konsumentkreditlagen  och i Finansinspektionens anvisningar . Olika regler gäller, beroende på när lånet utbetalades eller senast villkorsändrades, samt vilken säkerhet lånet har.
För bostadslån utbetalade eller villkorsändrade före 2014-07-01 beräknas maximal RSE genom en jämförelse mellan räntesatsen på lånet och räntan på statsobligationer ökad med 1 procentenhet eller statsskuldväxlar ökad med 1 procentenhet. 
För bostadslån utbetalade eller villkorsändrade från och med 2014-07-01 beräknas maximal RSE enligt en annan modell. Förenklat uttryckt grundas beräkningen på en jämförelse mellan räntesatsen på lånet och en genomsnittlig ränta på bostadsobligationer ökad med 1 procentenhet. I praktiken är beräkningen mer komplex än så och även räntan på statspapper ingår som en del i beräkningen. 
På lån som har annan säkerhet än bostad, får ersättningen högst vara 1 procent. Om lånets löptid är kortare än ett år vid tillfället för förtidsinbetalning får ersättningen högst motsvara ½ procent av  det förtidsinbetalade beloppet. Ersättningen får inte vara större än det belopp som konsumenten annars skulle betalt i ränta den återstående perioden enligt kreditavtalet.
För beräkning av RSE på näringsidkarkrediter (lån till företag, organisationer och enskilda företagare) finns inga särskilda statliga regleringar. I dessa fall gäller låneavtalets regler.